# Скарбіково
Скарбіково (пол. Skarbikowo) — село в Польщі, у гміні Кампінос Варшавського-Західного повіту Мазовецького воєводства.
Населення — 70 осіб (2011).
У 1975-1998 роках село належало до Варшавського воєводства.

## Демографія
Демографічна структура станом на 31 березня 2011 року:
|          | Загалом | Допрацездатний вік | Працездатний вік | Постпрацездатний вік |
| -------- | ------- | ------------------ | ---------------- | -------------------- |
| Чоловіки | 40      | 11                 | 22               | 7                    |
| Жінки    | 30      | 3                  | 16               | 11                   |
| Разом    | 70      | 14                 | 38               | 18                   |